# Truncus
Als Truncus (lat., „Stamm“) bezeichnet man in der Anatomie den Rumpf.
Darüber hinaus wird der Begriff Truncus (Plural Trunci) auch für größere Blutgefäß-, Lymphgefäß- und Nervenstämme verwendet:
- Truncus arteriosus communis
- Truncus bicaroticus
- Truncus brachiocephalicus
- Truncus coeliacus
- Truncus costocervicalis
- Truncus gastricus
- Truncus hepaticus
- Truncus intestinalis
- Truncus linguofacialis
- Truncus lumbosacralis
- Truncus pudendoepigastricus
- Truncus pulmonalis
- Truncus sympathicus, eine dem Sympathikus zugehörende Kette von Ganglien an den Wirbelkörpern des Rumpfes.
- Truncus thyrocervicalis
- Truncus trachealis
- Truncus vagalis posterior und anterior, siehe Nervus vagus
- Truncus vagosympathicus
- Truncus visceralis

In der Neuroanatomie: 
- Truncus cerebri, Hirnstamm
- Truncus corporis callosi, siehe Corpus callosum

Am Herz:
- Truncus fasciculi atrioventricularis, siehe His-Bündel